# Sistematizare (istoria României)
Sistematizarea este numele atribuit programului inițiat de Nicolae Ceaușescu în 1974, cu scopul de a urbaniza, reorganiza și uniformiza localitățile urbane și rurale. În acest scop, Marea Adunare Națională a adoptat Legea nr. 58/29-X-1974 "privind sistematizarea teritoriului și localităților urbane și rurale". În practică, programul a constat în demolarea parțială sau totală a satelor și orașelor în configurația lor de până la acea dată, și reconstruirea după principii comuniste de "dezvoltare socială multilaterală" a României.
Nerespectând tradițiile rurale și nicio etică a urbanismului, sistematizarea a reprezentat un adevărat dezastru pentru patrimoniul arhitectural românesc. Mai mult, modificând substanțial structura societății prin urbanizarea forțată a mediului rural, a condus la numeroase probleme de ordin social, care își au originea în această creștere nefirească a orașelor. 
Sistematizarea a început ca un program de relocare a țăranilor din mediul rural. Planul inițial țintea să ofere mediului rural toate avantajele epocii moderne. Orașele s-au confruntat cu o afluență puternică de țărani iar sute de sate erau în procesul de a fi transformate în orașe, prin construirea de școli, spitale, blocuri și industrie. Numărul orașelor trebuia să se dubleze până în 1990.

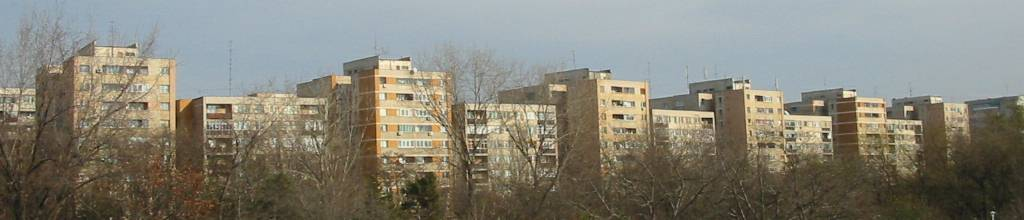
Peisajul urban al multor orașe a devenit dominat de blocurile de apartamente standardizate